# فارس العیاف
فارس العیاف (انگلیسی: Fares Al-Ayyaf؛ زادهٔ ۱ مارس ۱۹۹۲) یک ورزشکار اهل عربستان سعودی است.
از باشگاه‌هایی که در آن بازی کرده‌است می‌توان به باشگاه فوتبال الرائد عربستان سعودی اشاره کرد.